# شعبة المعطن (إب)

تعديل مصدري - تعديل

شعبة المعطن محلة تابعة لقرية الخرشبة، التابعة لعزلة بني محرم بمديرية إب إحدى مديريات محافظة إب في الجمهورية اليمنية، بلغ تعداد سكانها 138 حسب تعداد اليمن لعام 2004.